# Spermatocyt

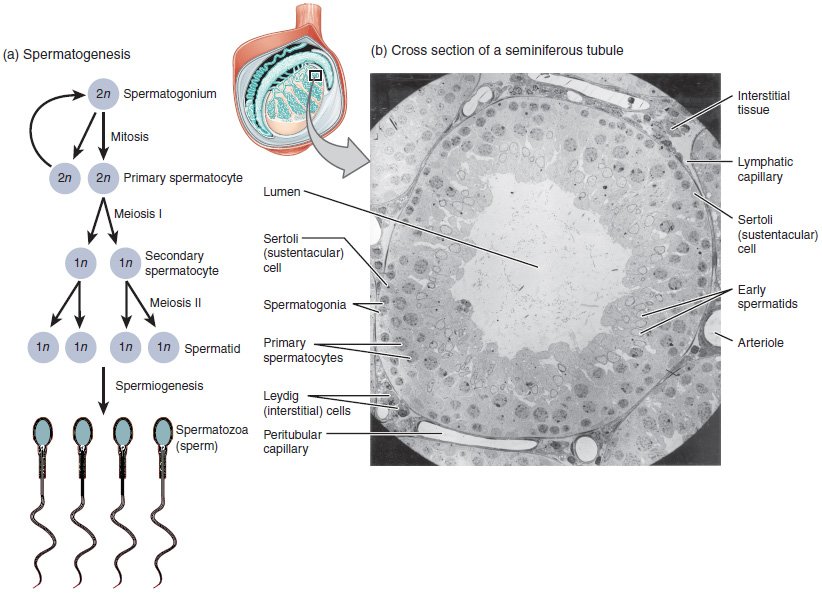
Spermatogenese naarmate de cellen zich ontwikkelen van spermatogonium, naar primaire spermatocyten, naar secundaire spermatocyten, naar spermatiden en naar zaadcel. Lumen: adluminale compartiment

Kiemepitheel van de teelbal.
1. basaal membraan
2. spermatogonia
3. primaire (1e orde) spermatocyte
4. secundaire (2e orde) spermatocyte
5. ontwikkeling van spermatide
6. rijpe spermatide
7. Sertolicel
8. zonula occludens (bloed-testisbarrière)

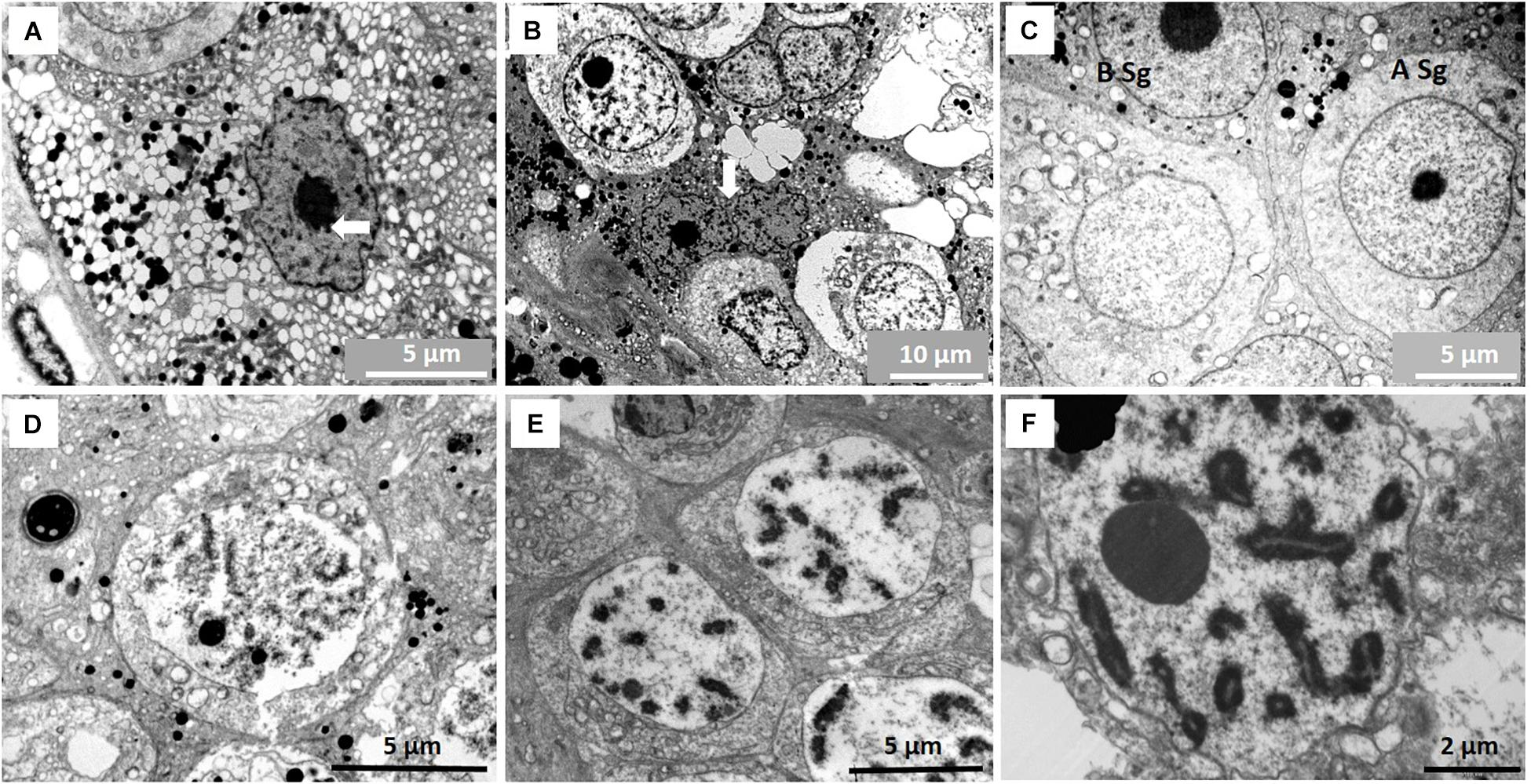
Naakte molrat. (A) Sertolicel met een groot aantal met vloeistof gevulde blaasjes in het cytoplasma. De nucleolus van de sertolicel is omgeven door perinucleolair chromatine (pijl). (B) Delende sertolicellen (pijl) tussen twee spermatogonia. Soortgelijke delende sertolicellen komen veel voor bij alle bestudeerde mannetjes. (C) A-type spermatogonium (A Sg) en B-type spermatogonium (B Sg). (D) Leptoteen primaire spermatocyt. (E) Vroege pachytene primaire spermatocyt. (F) Mid-pachytene primaire spermatocyt met gepaarde chromosomen.

Een spermatocyt is een type mannelijke gametocyt bij dieren. Ze zijn afkomstig van onrijpe geslachtscellen, spermatogonia genaamd. De spermatocyt zit in de teelbal, in een structuur die bekend staat als de zaadbuisjes. Er zijn twee soorten spermatocyten: primaire en secundaire spermatocyten. Primaire en secundaire spermatocyten worden gevormd via spermatogenese.
Primaire spermatocyten zijn diploïde (2N) cellen, die via mitose ontstaan uit een spermatogonium. Na meiose I worden twee secundaire spermatocyten gevormd. Secundaire spermatocyten zijn haploïde (N) cellen die de helft van het aantal chromosomen bevatten.
Bij alle dieren produceren mannetjes spermatocyten, zelfs hermafrodieten zoals bij de rondworm Caenorhabditis elegans, die als mannetje of hermafrodiet voorkomen. Bij de hermafrodiete C. elegans vindt eerst de spermaproductie plaats, die vervolgens wordt opgeslagen in de spermatheca. Zodra de eieren gevormd zijn, kunnen ze zichzelf bevruchten en tot 350 nakomelingen produceren.

## Ontwikkeling
Tijdens de puberteit worden spermatogonia, gelegen langs de wanden van de zaadbuisjes in de teelbal, geïnitieerd en beginnen ze zich mitotisch te delen, waarbij twee typen A-cellen worden gevormd die een ovale kern bevatten met een nucleolus bevestigd aan de kernmembraan; de ene is donker (Ad) en de andere is licht (Ap). De Ad-cellen zijn spermatogonia die in het basale compartiment (buitenste deel van de tubulus) blijven; deze cellen zijn reserve-spermatogonia stamcellen die normaal gesproken geen mitose ondergaan. Type Ap zijn actief delende spermatogonia stamcellen die beginnen met differentiatie tot type B-spermatogonia, die ronde kernen hebben en heterochromatine bevestigd aan de kernmembraan en het centrum van de nucleolus. Type B-cellen verplaatsen zich naar het adluminale compartiment (richting het binnenste deel van de tubulus) en worden primaire spermatocyten; dit proces duurt bij de mens ongeveer 16 dagen.
De primaire spermatocyten in het adluminale compartiment gaan door naar meiose I en delen zich in twee dochtercellen, secundaire spermatocyten genoemd, een proces dat bij de mens 24 dagen duurt. Elke secundaire spermatocyt vormt na meiose II twee spermatiden.
Hoewel spermatocyten die mitotisch en meiotisch delen gevoelig zijn voor straling en kanker, zijn spermatogonia-stamcellen dat niet. Daarom kunnen de spermatognia-stamcellen na beëindiging van radiotherapie of chemotherapie de vorming van spermatogenese hervatten.

## Rol van hormonen
De vorming van primaire spermatocyten (een proces dat bekend staat als spermatocytogenese) begint bij mensen wanneer een jongen geslachtsrijp is in de puberteit, rond de leeftijd van 10 tot 14 jaar. De vorming start met pulserende gonadotropine-vrijzettend hormoon (GnRH)-stoten vanuit de hypothalamus, wat leidt tot de secretie van follikelstimulerend hormoon (FSH) en luteïniserend hormoon (LH), geproduceerd door de hypofyse. De afgifte van FSH in de teelballen zal de spermatogenese bevorderen en leiden tot de ontwikkeling van sertolicellen, die fungeren als voedingscellen waar spermatiden na meiose II zullen rijpen. LH bevordert de secretie van testosteron door Leydigcellen in de teelballen en het bloed, wat de spermatogenese induceert en de vorming van secundaire geslachtskenmerken bevordert. Vanaf dit punt zal de secretie van FSH en LH (wat de productie van testosteron induceert) de spermatogenese stimuleren tot de man sterft. Het verhogen van de hormonen FSH en LH bij mannen zal de snelheid van de spermatogenese niet verhogen. Met de leeftijd zal de productiesnelheid echter afnemen, zelfs bij een constante hoeveelheid hormoonafscheiding; dit komt door de hogere degeneratiesnelheid van geslachtscellen tijdens de meiotische profase.

## Schade, herstel en falen
Spermatocyten overwinnen regelmatig dubbelstrengsbreuken en andere DNA-schade in de profase van de meiose. Deze schade kan ontstaan door de geprogrammeerde activiteit van Spo11, een enzym dat betrokken is bij meiotische recombinatie, maar ook door ongeprogrammeerde breuken in het DNA, zoals die veroorzaakt door oxidatieve vrije radicalen die vrijkomen bij een normaal metabolisme. Deze schade wordt hersteld door homologe recombinatiepaden en maakt gebruik van RAD1 en γH2AX, die respectievelijk dubbelstrengsbreuken herkennen en chromatine modificeren. Dientengevolge leiden dubbelstrengsbreuken in meiotische cellen, in tegenstelling tot mitotische cellen, doorgaans niet tot apoptose. Homologe recombinatieherstel (HRR) van dubbelstrengsbreuken vindt plaats bij muizen tijdens opeenvolgende stadia van de spermatogenese, maar is het meest prominent in spermatocyten. In spermatocyten vinden HRR-gebeurtenissen voornamelijk plaats in het pachyteen van de meiose en is het genconversietype van HRR overheersend, terwijl in andere stadia van de spermatogenese het reciproke uitwisselingstype van HRR frequenter voorkomt. Tijdens de spermatogenese bij muizen zijn de mutatiefrequenties van cellen in de verschillende stadia, waaronder pachyteen spermatocyten, 5 tot 10 keer lager dan de mutatiefrequenties in somatische cellen. Vanwege hun verhoogde DNA-herstelvermogen spelen spermatocyten waarschijnlijk een centrale rol in het handhaven van deze lagere mutatiesnelheden, en daarmee in het behoud van de genetische integriteit van de mannelijke kiembaan.
Het is bekend dat heterozygote chromosomale herschikkingen leiden tot spermatogene verstoring of falen; de moleculaire mechanismen die dit veroorzaken zijn echter minder bekend. Er wordt gesuggereerd dat een passief mechanisme waarbij asynaptische regioclustering in spermatocyten een mogelijke oorzaak is. Asynaptische regio's worden geassocieerd met de aanwezigheid van BRCA1, kinase ATR en γH2AX in pachytene spermatocyten.

## Overzicht celtype
In de volgende tabel zijn de ploïdie, het aantal kopieën en het aantal chromosomen/chromatiden weergegeven voor één enkele cel, over het algemeen vóór de DNA-synthese en -deling (in G1 indien van toepassing). Primaire spermatocyten worden gestopt na de DNA-synthese en vóór de deling.
| Cel                                | Type                 | Ploïdie/Chromosomen bij de mens | Aantal DNA-kopieën/Chromatiden bij de mens | Proces gestart door de cel    | Duur              |
| ---------------------------------- | -------------------- | ------------------------------- | ------------------------------------------ | ----------------------------- | ----------------- |
| spermatogonium (typen Ad, Ap en B) | kiemcellen           | diploïd (2N) / 46               | 2C / 46                                    | spermatocytogenese (mitose)   | 16 dagen          |
| primaire spermatocyt               | mannelijke gametocyt | diploïde (2N) / 46              | 4C / 2x46                                  | spermatocytogenese (meiose I) | 24 dagen          |
| secundaire spermatocyt             | mannelijke gametocyt | haploïde (N) / 23               | 2C / 46                                    | spermatidogenese (meiose II)  | Een paar uur      |
| spermatides                        | mannelijke gametide  | haploïde (N) / 23               | 1C / 23                                    | spermiogenese                 | 24 dagen          |
| spermatozoïdes                     | mannelijke gameet    | haploïde (N) / 23               | 1C / 23                                    | spermiatie                    | 64 dagen (totaal) |

## Andere dieren

Dit diagram toont de organisatie van een typisch mitotisch spoelfiguur bij dierlijke cellen. Chromosomen zijn aan kinetochoor-microtubuli gehecht via een multiproteïnecomplex dat de kinetochoor wordt genoemd. Polaire microtubuli vervlechten met elkaar in de middenzone van de spoelfiguren en duwen de spoelpolen uit elkaar via motoreiwitten. Astrale microtubuli verankeren de spoelpolen aan het celmembraan. De polymerisatie van microtubuli vindt plaats in het organiserende centrum van microtubuli (MTOC).

Primaire trilharen zijn veel voorkomende organellen in eukaryotische cellen; ze spelen een belangrijke rol in de ontwikkeling van dieren. Drosophila heeft unieke eigenschappen in hun spermatocyt-primaire trilharen: ze worden in de G2-fase door vier centriolen onafhankelijk van elkaar gevormd en zijn gevoelig voor microtubuli-gerichte medicijnen. Normaal gesproken ontwikkelen primaire trilharen zich vanuit één centriol in de G0/G1-fase en worden ze niet beïnvloed door microtubuli-gerichte medicijnen.
Mesostoma ehrenbergii is een rhabdocoele platworm met een kenmerkend mannelijk meiose-stadium binnen de vorming van spermatocyten. Tijdens de pre-anafase worden delingsgroeven gevormd in de spermatocytcellen met vier univalente chromosomen. Aan het einde van de anafase bevindt zich aan elke pool één chromosoom dat tussen de spoelpolen beweegt zonder daadwerkelijk fysieke interactie met elkaar te hebben (ook bekend als afstandssegregatie). Deze unieke eigenschappen stellen onderzoekers in staat de kracht te bestuderen die door de spoelpolen wordt gecreëerd om de chromosomen te laten bewegen, het beheer van de splitsingsgroeve en de afstandssegregatie.

## Geschiedenis

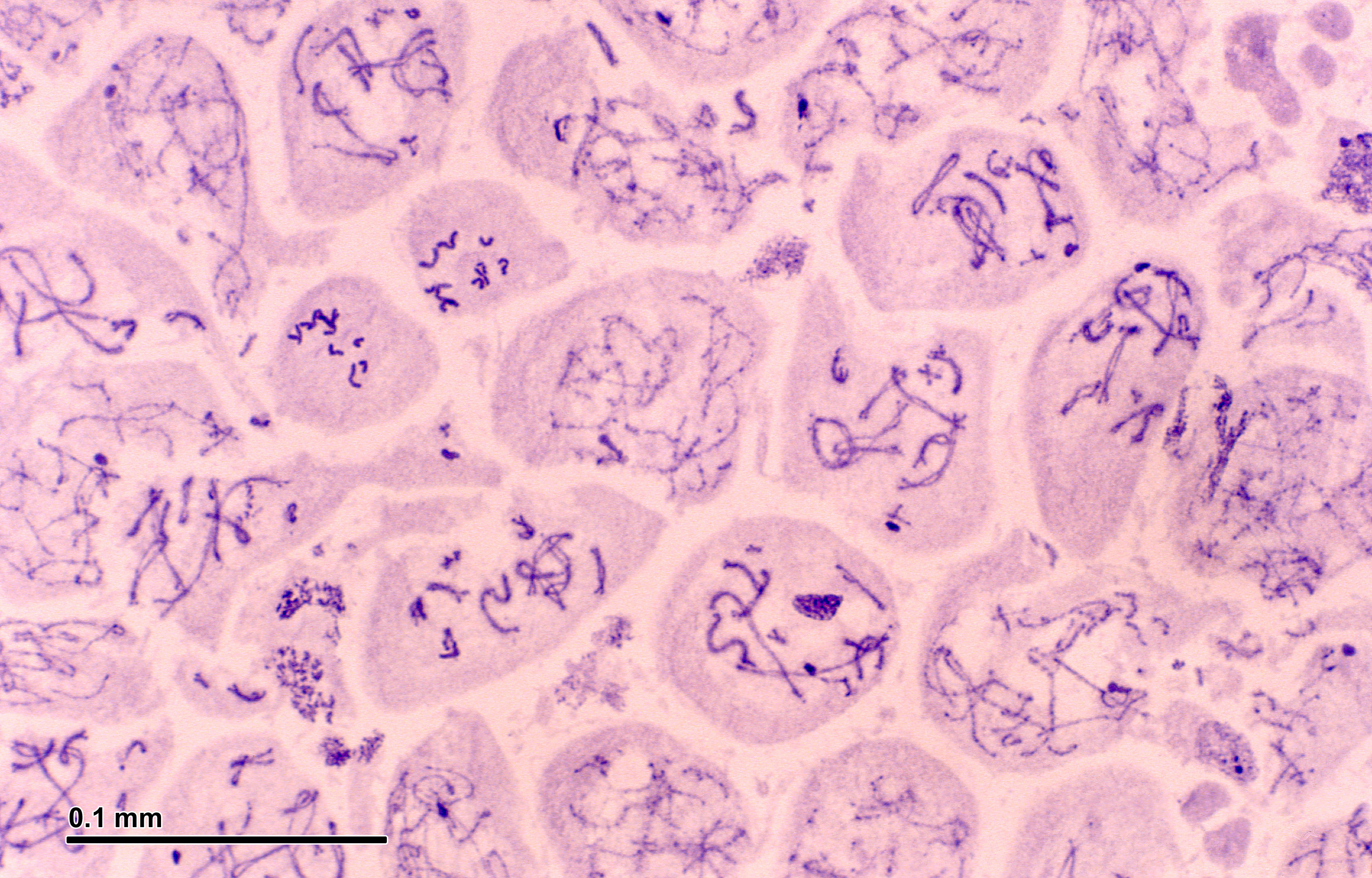
Meiose in sprinkhaanteelballen (primaire spermatocyten in zygoteen, pachyteen, profase I).

Het spermatogeneseproces is door de jaren heen opgehelderd door onderzoekers die het proces hebben onderverdeeld in meerdere stadia of fasen, afhankelijk van intrinsieke (kiem- en Sertolicellen) en extrinsieke (FSH en LH) factoren. Het spermatogeneseproces bij zoogdieren als geheel, met inbegrip van cellulaire transformatie, mitose en meiose, is van de jaren 1950 tot de jaren 1980 goed bestudeerd en gedocumenteerd. In de jaren 1990 en 2000 hebben onderzoekers zich echter gericht op het vergroten van het begrip van de regulatie van spermatogenese via genen, eiwitten en signaalroutes, en de biochemische en moleculaire mechanismen die bij deze processen betrokken zijn. De omgevingsinvloeden op spermatogenese is meer in de belangstelling gekomen aangezien mannelijke onvruchtbaarheid steeds vaker voorkomt.
Een belangrijke ontdekking in het spermatogeneseproces was de identificatie van de zaadcelepitheelcyclus bij zoogdieren – werk van C.P. Leblound en Y. Clermont uit 1952, dat de spermatogonia, spermatocytenlagen en spermatiden in de zaadbuisjes van ratten bestudeerde. Een andere cruciale ontdekking was die van de hypothalamus-hypofyse-teelbal hormoonketen, die een rol speelt bij de regulatie van de spermatogenese; dit werd in 1994 bestudeerd door R.M. Sharpe.